# Odessa Jackalopes (1997–2011)
Odessa Jackalopes var ett amerikanskt professionellt ishockeylag som spelade i Western Professional Hockey League (WPHL) och Central Hockey League (CHL) mellan 1997 och 2011. I mars 2011 meddelade ägarna att man hade köpt det Owatonna-baserade juniorishockeylaget Owatonna Express i North American Hockey League (NAHL) och det skulle flyttas till staden Odessa i Texas. Odessa Jackalopes skulle upplösas i förmån för att låta Express få använda lagnamnet i NAHL.
Laget spelade sina hemmamatcher i inomhusarenan Ector County Coliseum. Jackalopes vann inte någon Ray Miron President's Cup, som delades ut till det lag som vann CHL:s slutspel från och med 2001.
De fostrade inte några nämnvärd spelare.